# Zhuxi (köpinghuvudort i Kina, Zhejiang Sheng, lat 28,73, long 120,83)
Zhuxi (kinesiska: 朱溪, 朱溪镇) är en köpinghuvudort i Kina. Den ligger i provinsen Zhejiang, i den östra delen av landet, omkring 180 kilometer söder om provinshuvudstaden Hangzhou. Antalet invånare är 11 684. Befolkningen består av 5 826 kvinnor och 5 858 män. Barn under 15 år utgör 20,0 %, vuxna 15-64 år 56 %, och äldre över 65 år 22,0 %.
Runt Zhuxi är det mycket tätbefolkat, med 1 056 invånare per kvadratkilometer. Närmaste större samhälle är Xianju, 17,4 km nordväst om Zhuxi. I omgivningarna runt Zhuxi växer i huvudsak blandskog.
Genomsnittlig årsnederbörd är 2 402 millimeter. Den regnigaste månaden är juni, med i genomsnitt 411 mm nederbörd, och den torraste är januari, med 67 mm nederbörd.